# Shinkansen-Baureihe E956
Die Shinkansen-Baureihe E956 (jap. 新幹線E956系電車, Shinkansen E956-kei densha) ist ein experimenteller japanischer Hochgeschwindigkeitszug von JR East, der seit Frühjahr 2019 auf der Tōhoku- und Hokkaidō-Shinkansen-Strecke zu Versuchsfahrten eingesetzt wird. Die Baureihe E956 wird als ALFA-X vermarktet, ein Akronym für „Advanced Labs for Frontline Activity in rail eXperimentation“.

## Geschichte
Die Entwicklung des ALFA-X Testfahrzeugs wurde von JR East am 4. Juli 2017 offiziell angekündigt. JR East gab bekannt, dass die Auslieferung im Frühjahr 2019 erfolgen und anschließend umfangreiche Hochgeschwindigkeitstests auf Tōhoku- und Hokkaidō-Shinkansen durchgeführt werden sollen. Für die Entwicklung und Erprobung des Fahrzeugs wurden rund 10 Mrd. Yen (ca. 73 Mio. Euro) veranschlagt. Der Prototyp wurde am 9. Mai 2019 der Öffentlichkeit vorgestellt und nahm am 16. Mai 2019 die Testfahrten auf. Im Oktober 2020 erzielte die Baureihe E956 eine Höchstgeschwindigkeit von 382 km/h auf der Tōhoku-Shinkansen.
Im März 2025 wurde bekanntgegeben, dass ab 2027 eine Serienvariante, welche als Baureihe E10 bezeichnet wird, gebaut werden soll, wobei ein Einsatz ab 2030 zunächst auf der Tōhoku-Shinkansen vorgesehen ist, wo die bisher eingesetzten Züge der Baureihen E2 und E5 ersetzt werden sollen.

## Technische Merkmale

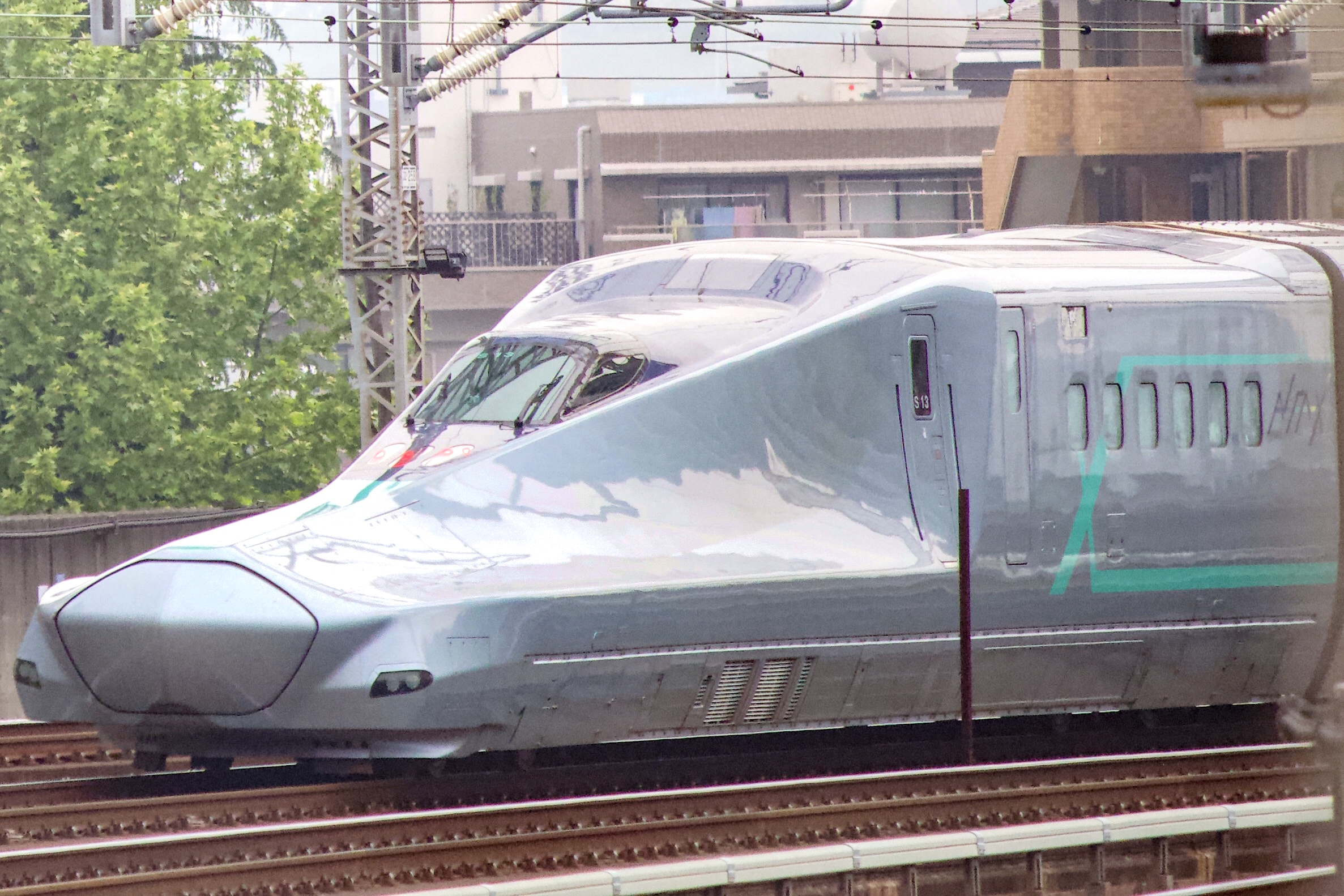
Wagen 1 mit der 16 Meter langen Nase

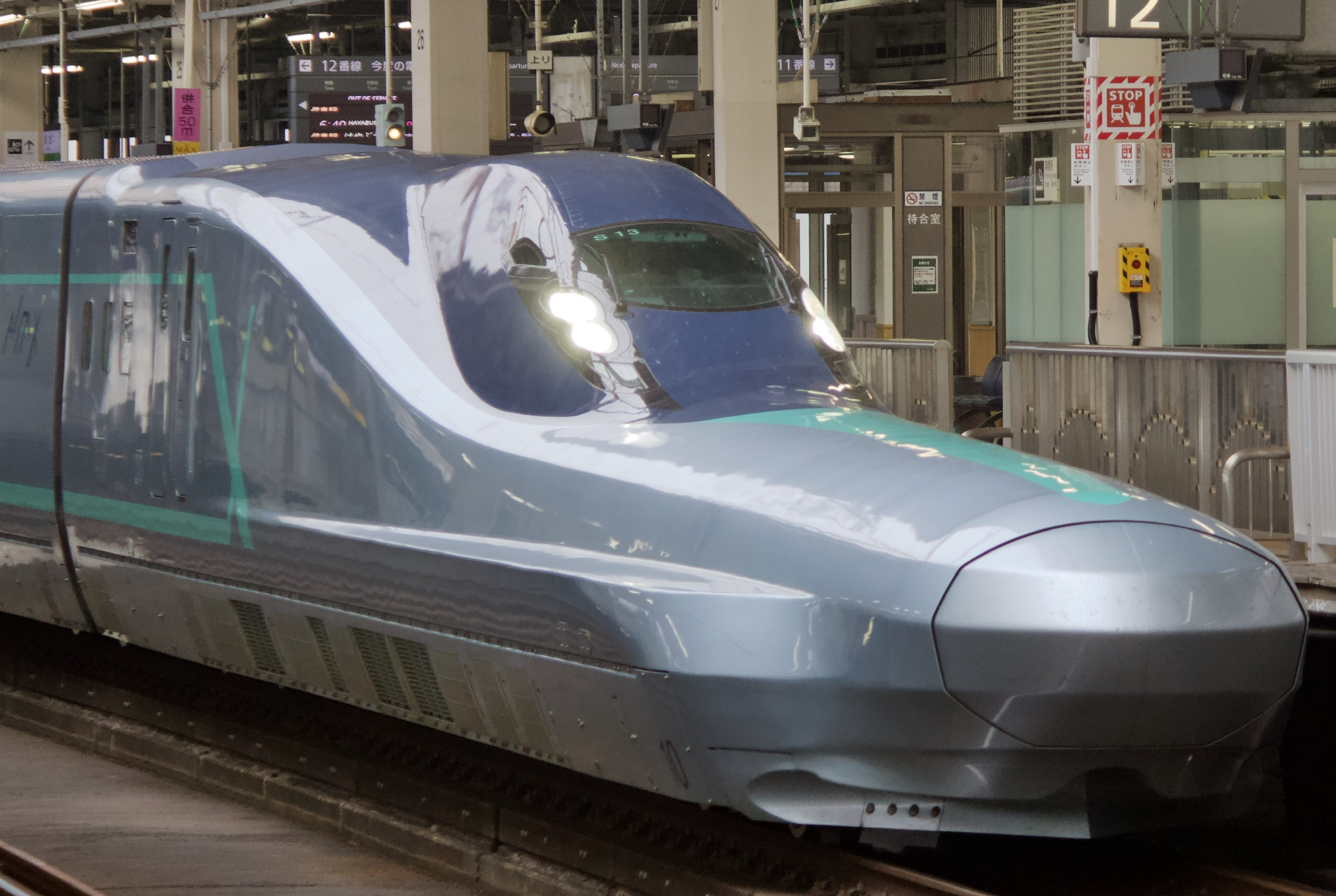
Wagen 10 mit der 22 Meter langen Nase

Der experimentelle ALFA-X-Shinkansen soll bei einer Höchstgeschwindigkeit von bis zu 400 km/h betrieben werden, um neue Technologien zu erproben, die später in die Entwicklung von Serienfahrzeugen einfließen sollen, die bei 360 km/h auf der Tōhoku- und bei 260 km/h auf der Hokkaidō-Shinkansen betrieben werden sollen. Durch diese Geschwindigkeitserhöhung gegenüber den 320 km/h der aktuellen Baureihen E5 und H5 würde die Fahrzeit zwischen Sapporo und Tokio um 30 min auf rund 4 Stunden reduziert.
Im ALFA-X werden verschiedene neue Technologien zum Einsatz kommen, die der Sicherheit, dem Lärmschutz und dem Komfort dienen sollen. So werden z. B. neuartige Dämpfer getestet, die das Entgleisungsrisiko bei Erdbeben minimieren sollen. Bei der Gestaltung des Wagenkastens wird zudem besonders darauf geachtet, dass sich so wenig wie möglich Schnee sammeln kann, da es in Hokkaidō im Winter starke Schneefälle gibt.
Wie auch bereits beim FASTECH 360 wird der aus zehn Wagen gebildete Triebzug zwei unterschiedlich gestaltete Endwagen haben, mit denen Maßnahmen zur Minimierung des Tunnelknalls getestet werden sollen. Wagen 1 (Ausrichtung in Richtung Tokio) wird eine ähnliche Gestaltung wie die Baureihe E5 haben, wobei die Fahrzeugnase allerdings von 15 auf 16 Meter verlängert wird. Die Nase von Wagen 10 (Ausrichtung in Richtung Sapporo) wird hingegen mit 22 Metern deutlich länger sein und eine komplexere Form aufweisen. Diese Gestaltung geht erheblich zulasten der Kapazität im Innern, soll allerdings zu deutlich besseren Lärm- und Energieverbrauchswerten führen.
Wie auch die FASTECH-Versuchszüge, wird die Baureihe E956 über Luftbremsen verfügen, die im Notfall ausgeklappt werden können.
Im Bereich der Fahrzeuginstandhaltung werden ebenfalls diverse Innovationen in der Baureihe E956 getestet. So wird eine Vielzahl an Sensoren zum Einsatz kommen, die kontinuierlich Daten über den Zustand einzelner Bauteile sammeln und so  anders als die bisherige fristengebundene Instandhaltung eine zustandsabhängige Instandhaltung erlauben.